# Люцигенин
Люцигенин (10,10'-диметил-9,9'-биакридиния динитрат) — хемилюминесцентный индикатор был синтезирован в 1905 году. Люцигенин представляет собой золотисто-желтые листочки, растворимые в воде. Водные растворы имеют нейтральную реакцию окрашены в ярко-желтый цвет с зелёной флуоресценцией (нейтральная и кислая среда). В щелочных растворах при облучении ультрафиолетом флуоресценция не наблюдается. Щелочной раствор со временем темнеет и появляется коричневый осадок. В неводных растворах хемилюминесценция не наблюдается поэтому может быть использован для определения воды в неводных средах.

### Хемилюминесценция люцигенина
В колбу объёмом 500 мл добавляют 15 мл дистиллированной воды, на кончике шпателя люцигенин, к полученному раствору прибавить 50 мл 25 % аммиака водного и 400 мл этилового спирта. Хорошо размешать затемнить помещение и к полученному раствору добавить 5 мл перекиси водорода (30-37 % пергидроль). Наблюдается яркая и длительная хемилюминесценция сине-зелёного (в зависимости от концентрации люцигенина от синего до зелёного цвета).

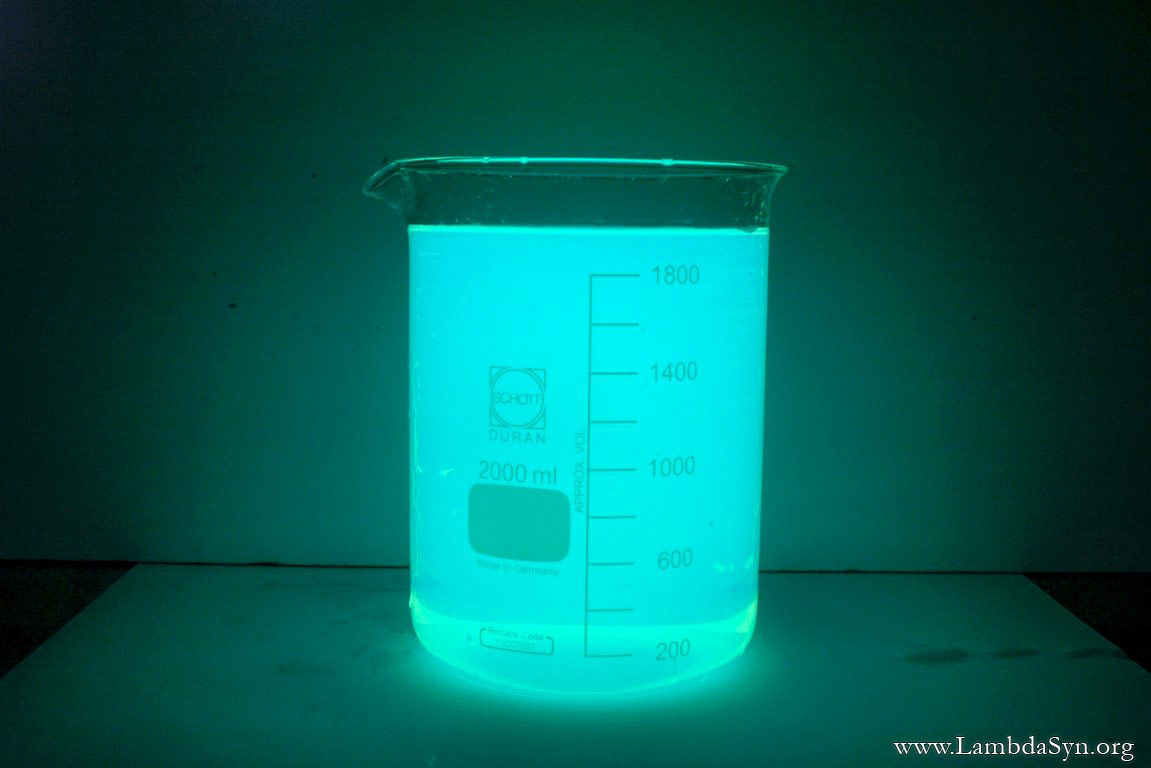
Свечение люцигенина

Хемилюминесценция люцигенина усиливается некоторыми ионами, но продолжительность при этом сокращается (Ag+, Pb2+, Co2+, Ni2+, Mn2+, Cr3+, OsO4, 'этиловый спирт).
Сильные восстановители (гидросульфит, сульфид, станнит) вызывают яркое кратковременное свечение, но только в присутствии кислорода воздуха. После окончания процесса хемилюминесценции на дно выпадает осадок, по некоторым предположениям ученых это может быть N-метилакридон, который флуоресцеирует синим цветом (N-метилакридон можно восстановить цинковой пылью в соляной кислоте до хлористого люцигенина)

## Синтез
Люцигенин может быть получен из 9-акридона, толуола, акридина, N-фенилантраниловой кислоты.
9-акридон синтезируется из N-фенилантраниловой кислоты. На схеме показана стадия синтеза начиная с толуола — исходное вещество для получения N-фенилантраниловой кислоты. В круглодонной колбе емкостью 250 мл приготовлен раствор 12 г N-фенилантраниловой кислоты в 28 мл серной кислоты (98 %) и раствор нагревался на кипящей водяной бане в течение 4-х ч, после чего его вылили в стакан объёмом 600 мл с 400 мл кипящей воды (раствор приливали по стенке сосуда каплями, очень медленно!!!). Раствор кипятили в течение 5 минут, жёлтый осадок отфильтровывали. Влажный осадок прокипятили в течение 5 мин с раствором 8,48 г соды в 120 мл воды, после чего его отсосали на фильтре с помощью насоса, колбы Бунзена и воронки Бюхнера и хорошо промыли дистиллированной водой. Затем влажный осадок был высушен на воздухе. Выход вещества должен составить 7,12 г (или 74 % от теоретического).9-акридон, метилируют йодистым метиленом и восстанавливают цинковой пылью, хлорид люцигенина переводят в нитрат. 

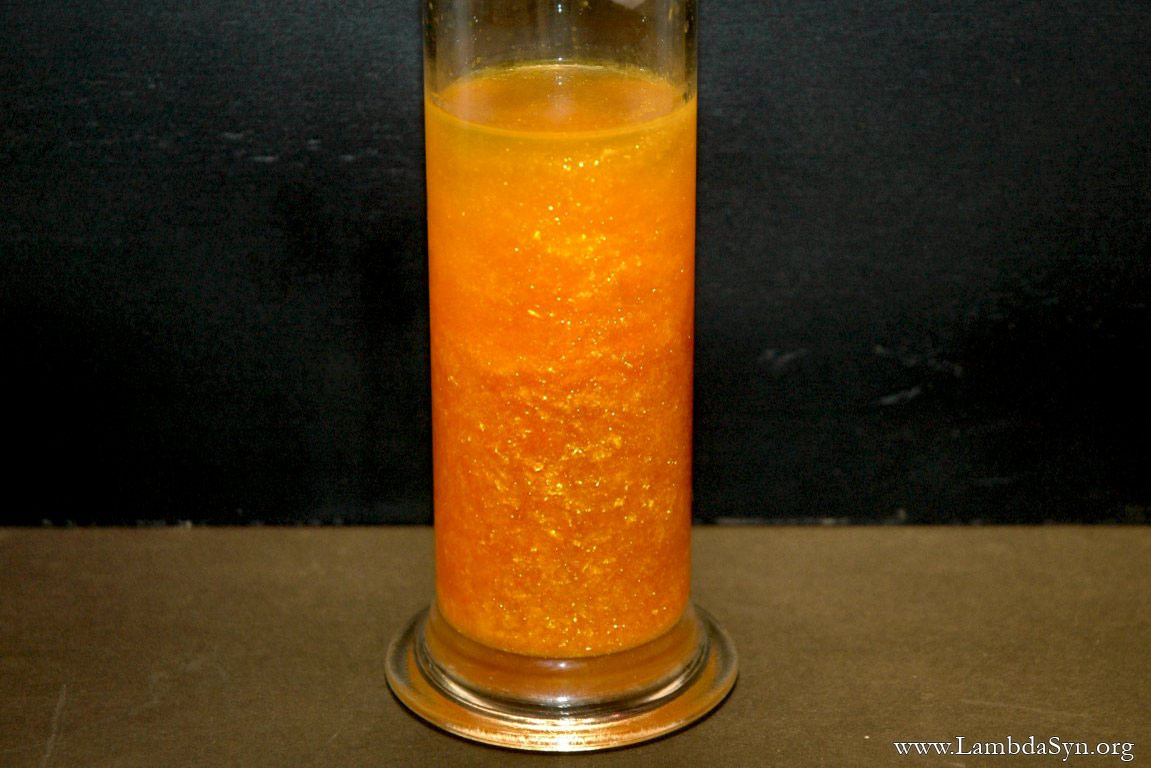

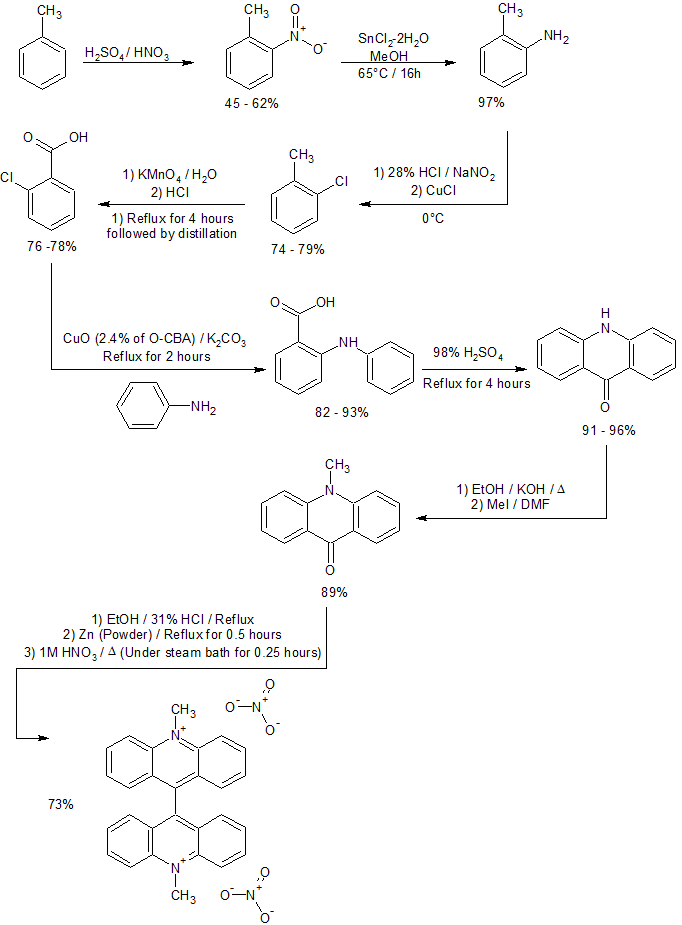
Synthesis of Lucigenin from Toluene. References in the image description.